# Mary Alaba Mboge
Mary Alaba Mboge (Mariam oder Mariama Alaba Thomas Mboge; oft: Mary Mboge oder Alaba Mboge) ist eine gambische Politikerin.

## Leben
Mboge wurde 1992 von Präsident Dawda Jawara ins gambische Parlament nominiert. Sie gehörte dem Parlament somit als eines von 14 ernannten Mitglieder bis 1994 an, als dieses nach einem Putsch durch Yahya Jammeh aufgelöst wurde. Um war sie außerdem 1992 Parlamentarische Sekretärin (Parliamentary Secretary) im Außenministerium unter Omar A. Sey.
Mboge ist die Mutter von Francis DeGaulle Njie (1970–2005), der an einem Hirntumor starb. Zu seinem Gedenken gründete sie 2006 die Wohltätigkeitsorganisation Francis DeGaulle Njie Foundation, die sich für eine wissenschaftliche Ausbildung junger Menschen und die Aufklärung über Krebs einsetzt.